# ステファノ・ザッキローリ
ステファノ・ザッキローリ（Stefano Zacchiroli, 1979年3月16日生まれ）は2011年現在のDebianプロジェクトリーダーであり、2010年4月にスティーブ・マッキンタイアーからその地位を引き継いだ。彼は2001年にDebian開発者となった。2004年のイベントLinuxTagへの参加ののち、彼はDebianコミュニティとプロジェクト自身へより活発に参加している。
ザッキローリは2007年にボローニャ大学にて博士号を取得し、ポスドクとしてパリ第7大学（Université Paris Diderot, Paris 7）へ異動している。彼は、欧州連合のMANCOOSIプロジェクトに、GNU/Linuxディストリビューションのマネジメントにおける、複雑な問題解決のための形式手法の適用のため、参加している。
技術的視点に立つと、ザッキローリはDebianでは、主にObjective Caml関連のパッケージングを行っており、また彼は品質管理チームの一員である。
2011年4月のプロジェクトリーダー選挙にも再選を目指し彼は出馬した。立候補期限までに他に対立候補は出なかった。同年4月16日、彼はプロジェクトリーダーに再選された。